# Листочек (часть листа)
Листочек (лат. foliola) — верхушечная или боковая часть сложного листа. Состоит из черешка и пластинки.
Сложный лист состоит из нескольких листочков, расположенных на общем черешке (который называется рахис. Листочки, помимо своей листовой пластинки, могут иметь свой черешок (который называется черешочек, или вторичный черешок) и свои прилистники (который называются прилистничками, или вторичными прилистниками). В сложном листе каждая пластинка опадает отдельно. Так как каждый листочек сложного листа можно рассматривать как отдельный лист, при идентификации растения очень важно определить местонахождение черешка. Сложные листья являются характерными для некоторых высших растений, таких как бобовые.
- У пальчатых (или лапчатых) листьев все листовые пластинки расходятся по радиусу от окончания корешка подобно пальцам руки. Главный черешок листа отсутствует. Примерами таких листьев может служить конопля (Cannabis) и конский каштан (Aesculus).
- У перистых листьев листовые пластинки расположены вдоль основного черешка. В свою очередь, перистые листья могут быть непарноперистыми, с верхушечной листовой пластинкой, например, ясень (Fraxinus); и парноперистыми, без верхушечной пластинки, например, растения из рода Swietenia.
- У двуперистых листьев листья разделены дважды: пластинки расположены вдоль вторичных черешков, которые в свою очередь прикреплены к главному черешку; например , альбиция (Albizia).
- У трёхлистных листьев имеется только три пластинки; например, клевер (Trifolium), бобовник (Laburnum).
- Перистонадрезные листья напоминают перистые, но пластинки у них не полностью разделены; например, некоторые рябины (Sorbus).

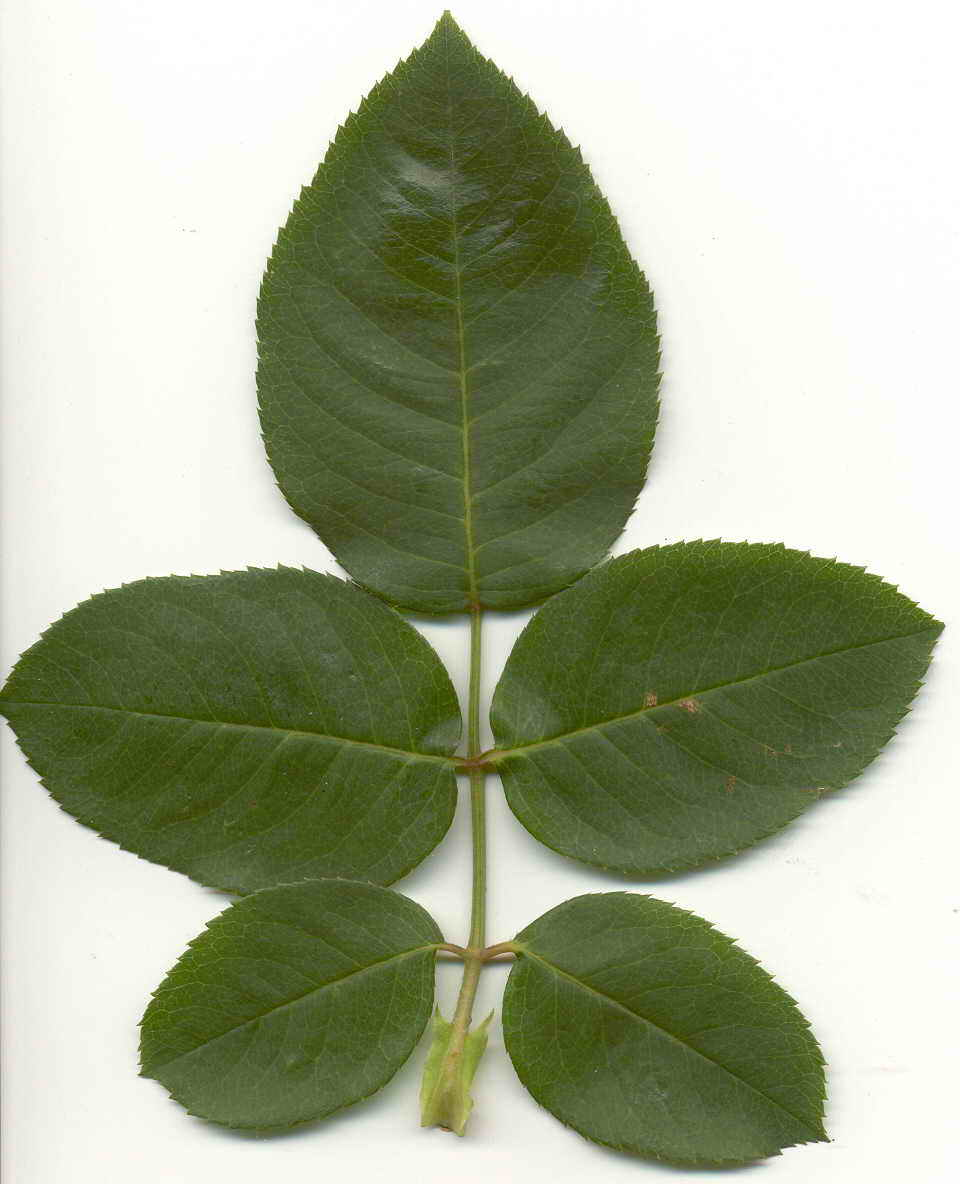
Непарноперистый лист, Роза (Rosa)
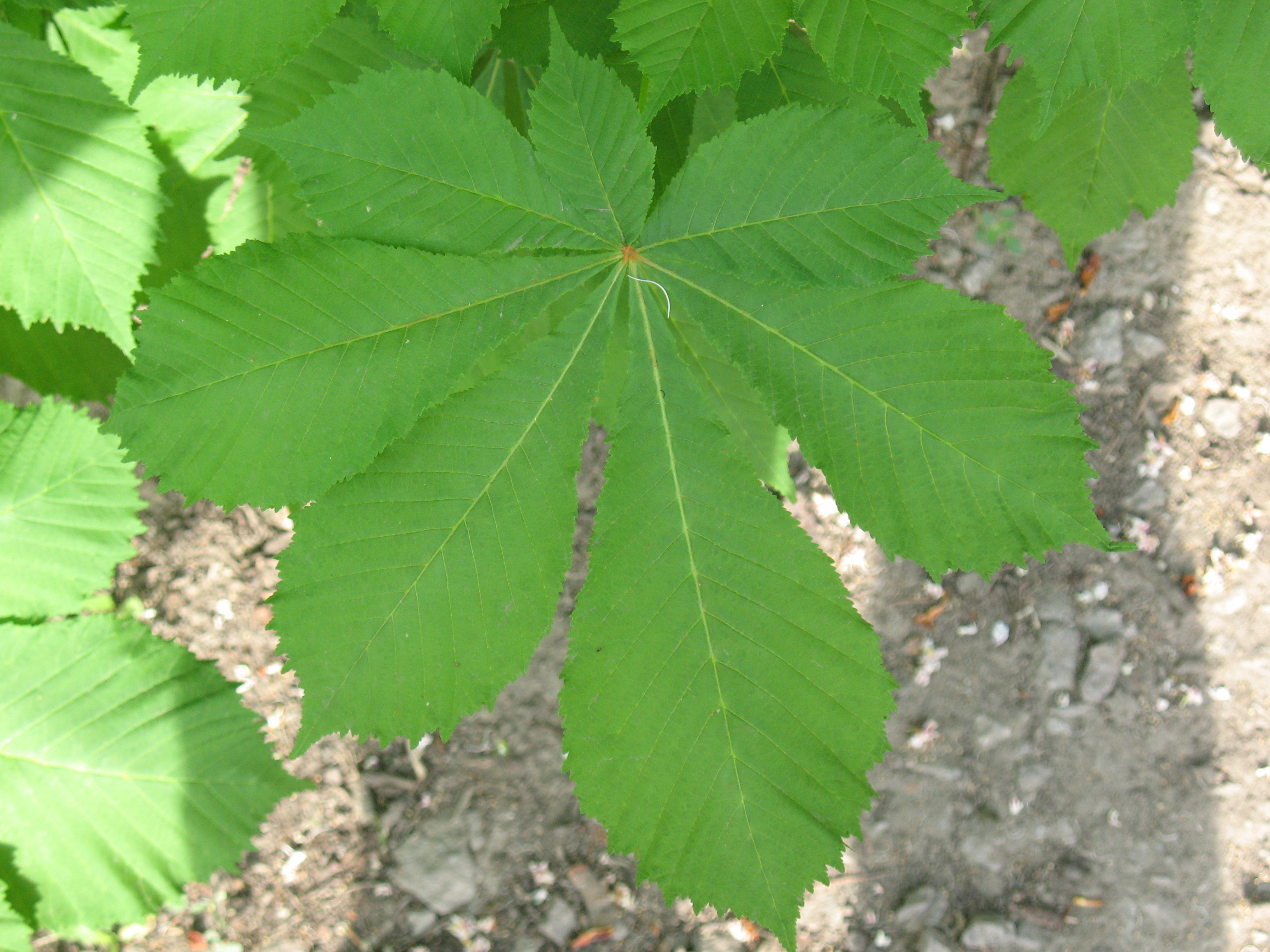
Пальчатый лист, Конский каштан обыкновенный (Aesculus hippocastanum)
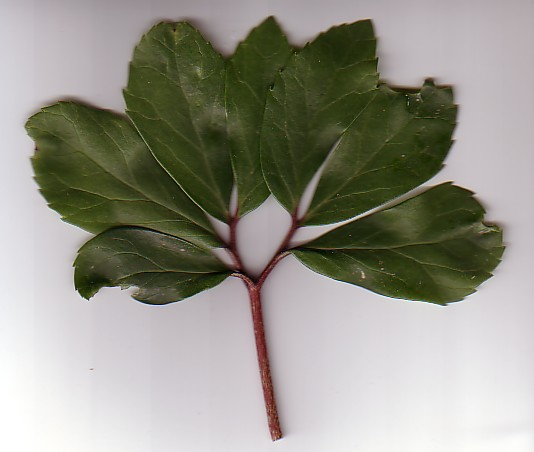
Пальчаторассечённый лист, Морозник чёрный (Helleborus niger)
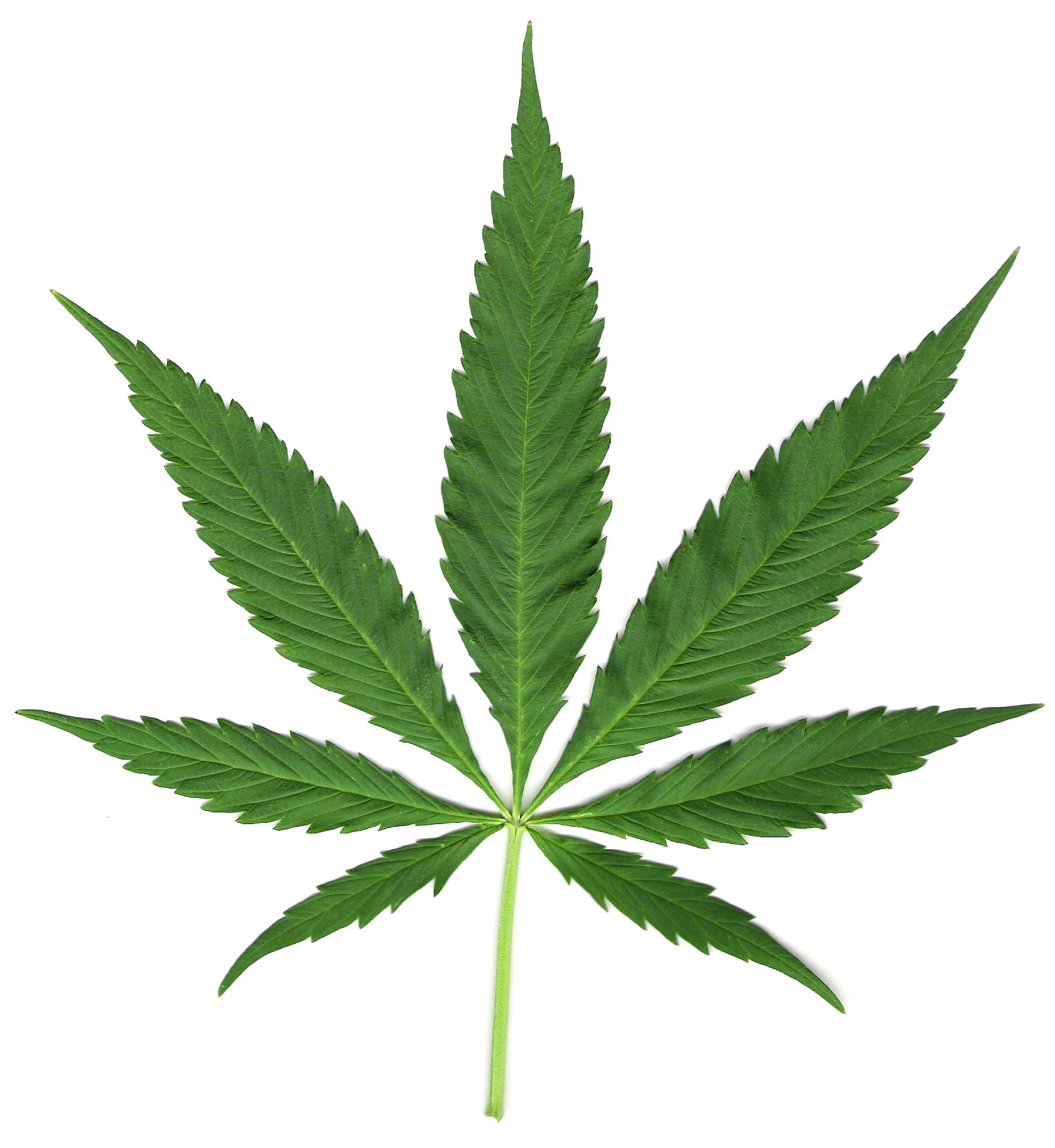
Сложный лист конопли
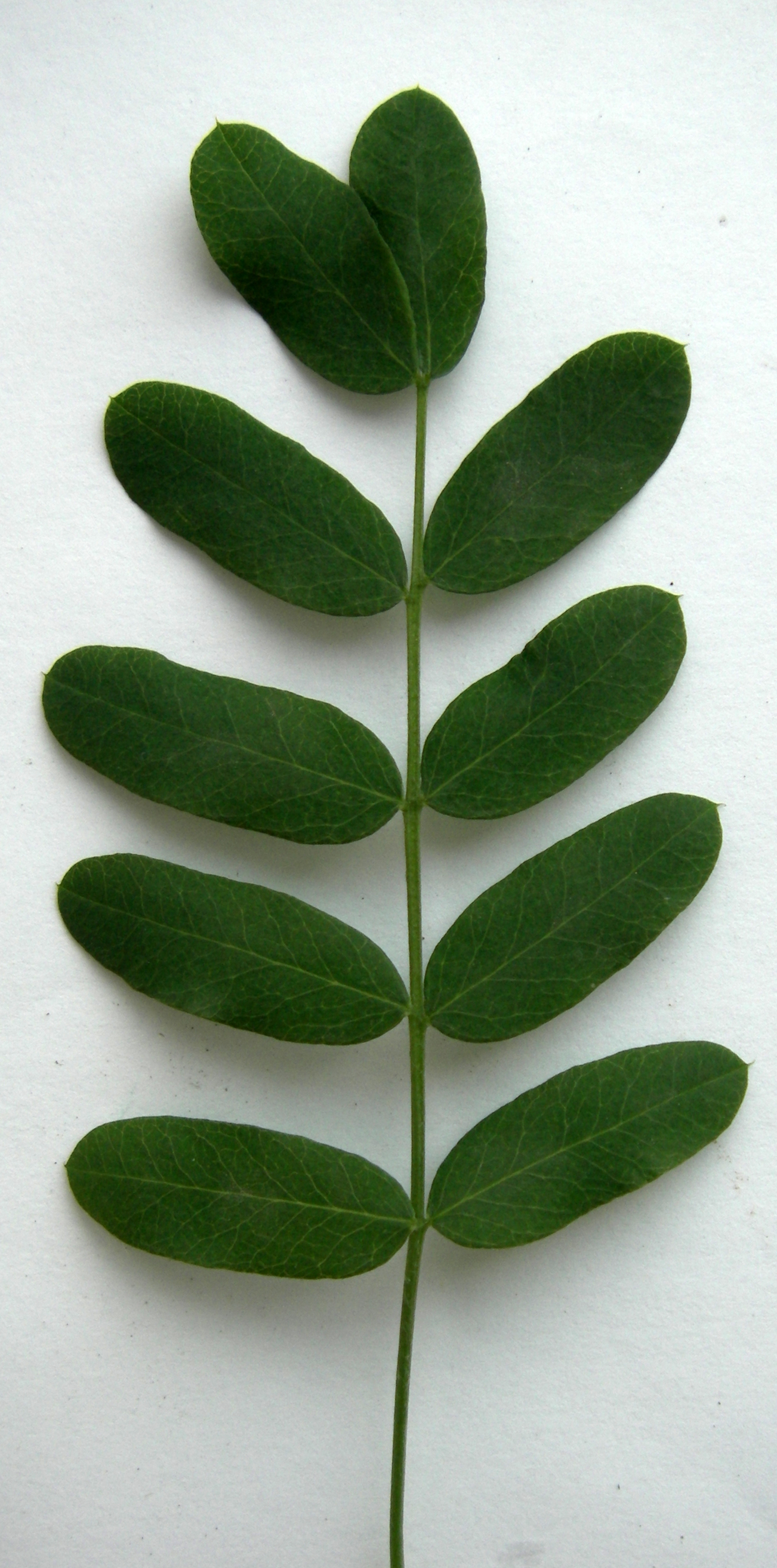
Лист акации с десятью листками
лист мимозы с сворачивающимися листками.